# 沖縄県道208号石垣浅田線

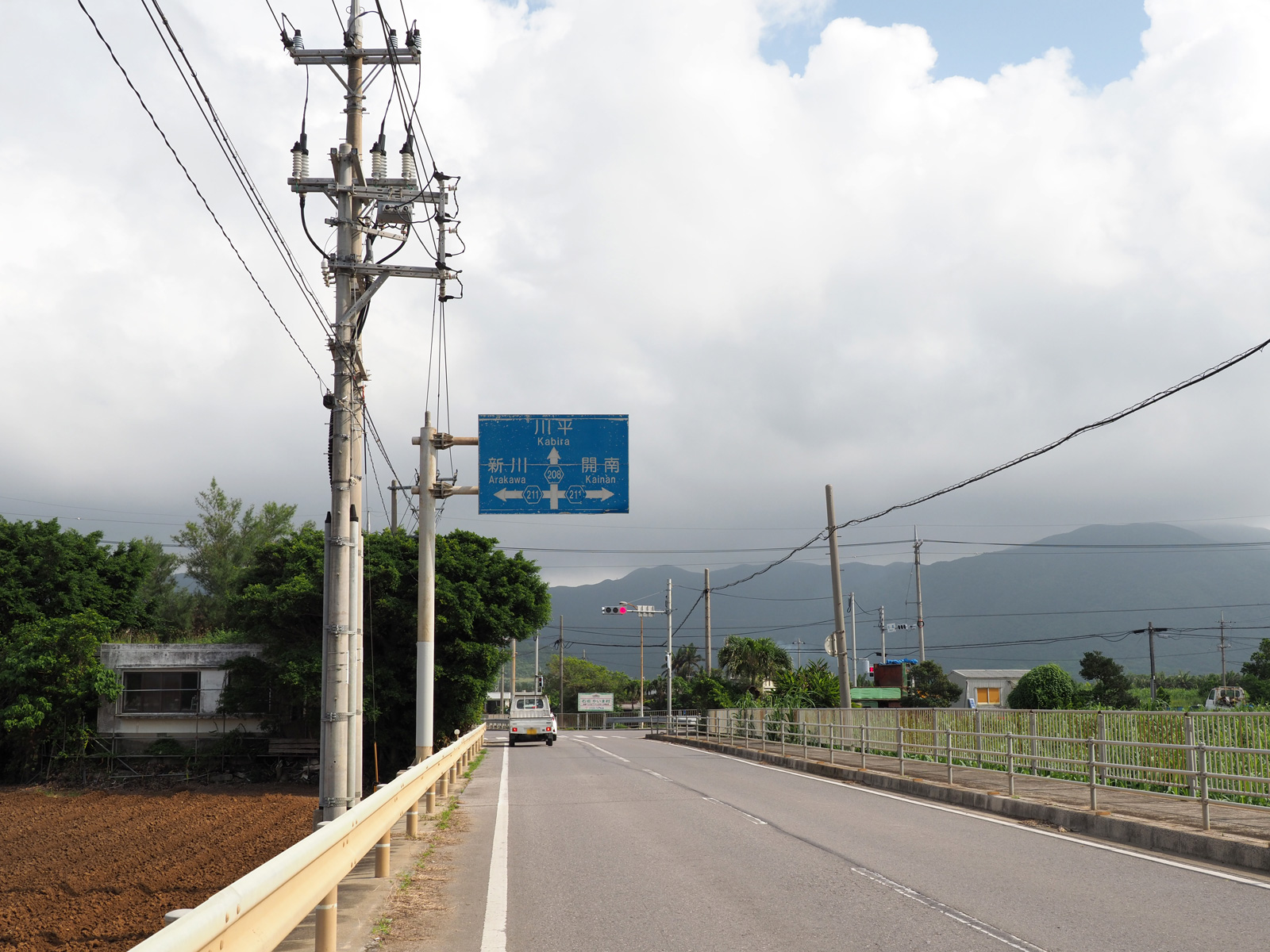
沖縄県道208号石垣浅田線 名蔵交差点

沖縄県道208号石垣浅田線（おきなわけんどう208ごう いしがきあさだせん）は沖縄県石垣市石垣と名蔵元名蔵とを結ぶ一般県道。

## 概要

### 区間
- 起点：石垣市字石垣（沖縄県道79号石垣港伊原間線）
- 終点：石垣市字名蔵元名蔵（沖縄県道79号石垣港伊原間線）
- 総延長：8.8km（実延長も同じ）

### 通過自治体
- 石垣市（石垣島）

### 交差する道路
- 沖縄県道79号石垣港伊原間線（起点・終点）
- 沖縄県道211号新川白保線（石垣市名蔵）

### 主要施設
- 石垣氏庭園（石垣市新川）
- 竜宮城鍾乳洞（石垣市石垣）
- 八重山動植物村（同）

## 歴史
- 1953年（昭和28年）に琉球政府道として指定。1972年（昭和47年）の本土復帰で県道となった。

## 将来
現在は起点付近は終点向けの一方通行だが、沖縄県は2020年代に一方通行区間の西側を通る桃林寺西通りへの経路変更を行い、現在のルートを市道に格下げする予定である。